# Asota tagalina
Asota tagalina är en fjärilsart som beskrevs av Jean Baptiste Boisduval. Asota tagalina ingår i släktet Asota och familjen nattflyn. Inga underarter finns listade i Catalogue of Life.